# 小星弄蝶
小星弄蝶（学名：Celaenorrhinus ratna），又名白鬚小黃紋弄蝶、白鬚黃紋弄蝶、白鬚小星挵蝶、暗色斑裳弄蝶，为弄蝶科星弄蝶屬下的一个种。

## 描述
這種蝴蝶雌雄二型性不顯著，外形相似。雄蝶頭部為褐色，觸角尖頂明顯呈鉤狀且帶有小片白色鱗於亞尖頂處，口器為褐色。胸部背面褐色，腹面覆蓋黃白色與褐色毛；腹部褐色並鑲有橙色細環，足部褐色且覆蓋黃色鱗片。
前翅近似三角形，外緣略突出，後緣接近直線；後翅則呈扇形。翅背面底色為褐色，後翅基部有些許橙色毛。前翅具有多個透明斑紋，包括中室末端、M3及CuA1室內側各有一個斑紋，以及其他特定位置的小斑點。雌蝶的形態特徵與雄蝶相似，但缺乏雄蝶特有的第二性徵構造。這樣的特徵組合使得這類蝴蝶在自然環境中具有獨特的辨識度。

## 分佈
分布於喜馬拉雅地區、華南西部以及臺灣。在臺灣，它們主要棲息於本島的中海拔山區。

## 棲地
棲息於常綠闊葉森林中，一年可有兩代。成蝶在夏季和秋季活動，常見於林床及林緣，休息時會將翅膀平展。成蟲具有訪花的習性，幼蟲則以爵床科馬蘭屬的植物為食。寄主植物為爵床科之臺灣馬蘭、曲莖馬蘭及蘭崁馬蘭。